# 束松村
束松村（たばねまつむら）は福島県河沼郡にあった村。現在の会津坂下町束松、耶麻郡西会津町束松にあたる。

## 地理
- 山：鳥屋山

## 歴史
- 1889年（明治22年）4月1日 - 町村制の施行により束松村が単独で自治体を形成。
- 1954年（昭和29年）3月31日 - 高寺村・片門村と合併し、改めて高寺村が発足。同日束松村廃止。
- 1955年（昭和30年）3月31日 - 高寺村が新郷村・千咲村および耶麻郡山郷村と合併して河沼郡高郷村（現・喜多方市）が発足。
- 1960年（昭和35年）
  - 8月1日
    - 高郷村のうち旧村域の一部[注 3]が会津坂下町に編入。
    - 高郷村の所属郡が耶麻郡に変更。

  - 10月20日 - 耶麻郡高郷村のうち旧村域の残部が耶麻郡西会津町に編入。

## 交通

### 道路
- 旧越後街道、束松峠
- 越後街道 （二級国道115号新潟平線、現・国道49号）

現在は旧村域を磐越自動車道が通過するが、当時は未開通。